# Schlangenbeschuppung

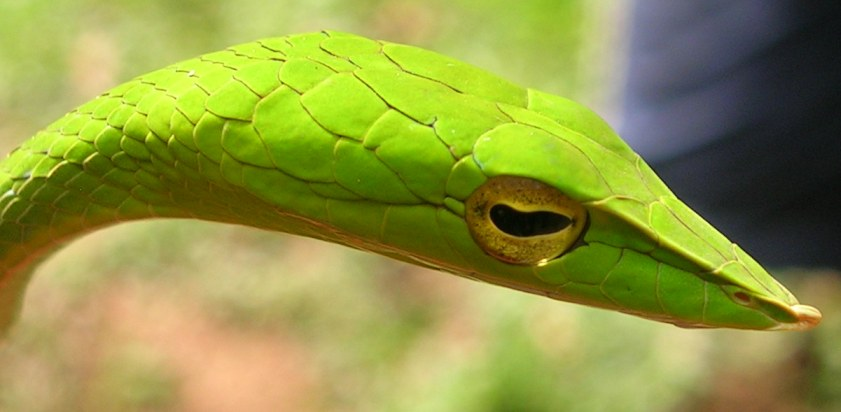
Speziell geformte Schuppen auf dem Kopf einer Nasen-Peitschennatter (Ahaetulla nasuta)

Die Schlangenbeschuppung oder -pholidose bezeichnet die Lage und Anordnung der Hornschuppen der Schlangen sowie deren Besonderheiten im Aufbau. Schlangenschuppen sind die Körperbedeckung der Schlangen, deren Epidermis wie bei anderen Reptilien von Hornschuppen unterschiedlicher Form und Größe bedeckt ist. Sie schützen den Körper der Schlange, verhindern den Flüssigkeitsverlust, unterstützen die Fortbewegung, verändern die Körperoberfläche hinsichtlich Eigenschaften wie zum Beispiel der Rauigkeit, um die Tarnung zu unterstützen.
Die für die Tarnung und als Warntracht wichtigen einfachen oder komplexen Färbungen und Zeichnungen sind auf die darunterliegende Hautfärbung zurückzuführen, die Schuppen selbst sind farblos oder durch Melanineinlagerungen aus der Haut schwarz gemustert. Die Faltenstruktur der beschuppten Haut erlaubt es, auffallende Färbungen zwischen den Schuppen zu verbergen und plötzlich zu präsentieren, um damit Fressfeinde abzuschrecken.
Im Laufe der Evolution wurden die Schlangenschuppen auch für andere Funktionen modifiziert, etwa als Augenbrauen-„Fransen“ und als Schutzabdeckung für das Auge. Die stärkste Abwandlung der Hornschuppen stellt die Schwanzrassel der Klapperschlangen Amerikas dar. In regelmäßigen Abständen streifen Schlangen ihr Schuppenkleid ab und bilden ein neues. Diese Häutung erlaubt den Ersatz beschädigter Bereiche der alten Haut und hilft, Ektoparasiten zu entfernen. Vor allem lässt sie aber ein Wachstum der Schlange zu, das ansonsten durch das nur bedingt flexible Schuppenkleid behindert würde. Anordnung, Struktur und Zeichnung der Schuppen werden als taxonomisches Merkmal zur Bestimmung der Arten und der Verwandtschaftsbeziehungen benutzt.

## Funktion der Schuppen

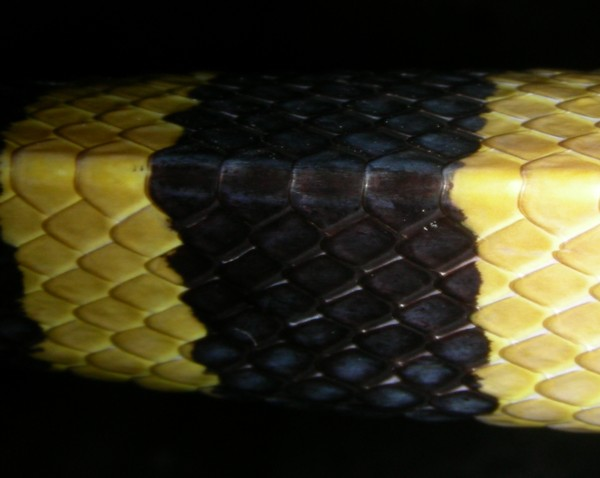
Schuppen auf dem Rücken des Gelbgebänderten Krait (Bungarus fasciatus)

Die Schlangenhaut und die Schuppen dienen wie bei allen Reptilien in erster Linie als Verdunstungsschutz und helfen so, eine Austrocknung zu vermeiden. Bedingt durch die Fortbewegungsart der Schlangen wurden vor allem die Bauchschuppen stark modifiziert, um die Reibung als primäre Quelle des Energieverlustes bei der Fortbewegung zu reduzieren. Die Bauchschuppen der bodenlebenden Arten sind entsprechend groß und gebogen und damit sehr reibungsarm ausgebildet, während baumlebende Schlangen die Kanten dieser Schuppen zusätzlich auch als Greifhilfe an Ästen nutzen können.
Weiterhin registrieren Schlangen Vibrationen des Bodens und der sie umgebenden Luft und können beide voneinander unterscheiden, wobei sie ein komplexes System interner Resonanzbildungen nutzen, bei dem auch die Schuppen eine Rolle spielen.

## Morphologie der Schuppen

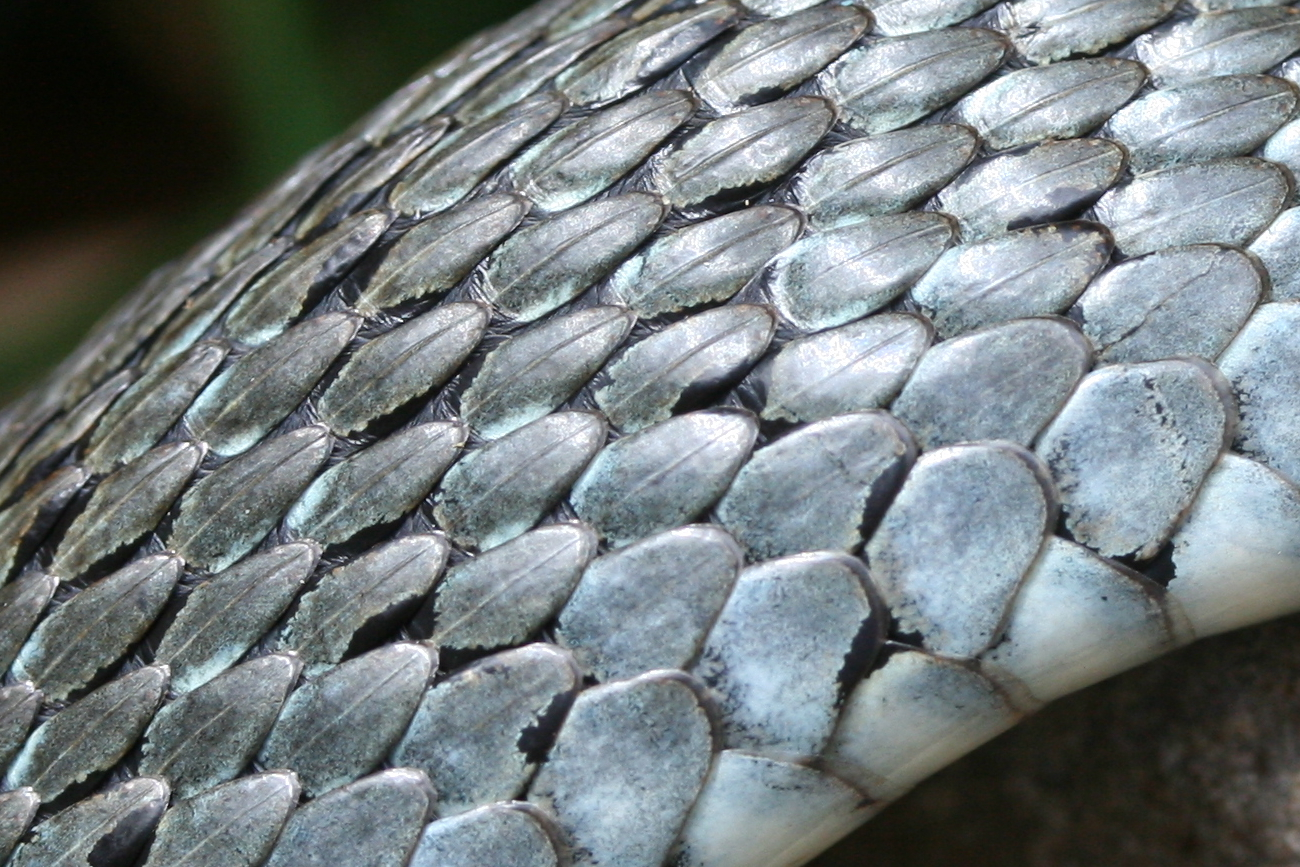
Seitenansicht einer Ringelnatter (Natrix natrix) mit gekielten Rückenschuppen.

Schlangenschuppen werden durch die darunterliegende Haut beziehungsweise Epidermis geformt. Jede Schuppe hat eine äußere und eine innere Oberfläche. Die innere Oberfläche bildet am Hinterende eine freie Fläche, mit der die nachfolgende Schuppe überlappt wird, die entsprechend unter dieser hervortritt.
Eine Schlange kommt mit einer festen Anzahl von Schuppen auf die Welt. Die Anzahl der Schuppen vergrößert sich nicht mit dem Wachstum und der Reife, noch verringert sie sich mit der Zeit. Allerdings werden die Schuppen größer und können mit jeder neuen Häutung auch ihre Form verändern.
Um die Mundöffnung und an den Körperseiten haben Schlangen kleinere Schuppen, die eine Vergrößerung des Körpers bei der Nahrungsaufnahme ermöglichen, wodurch die Schlange auch sehr große Beutetiere schlucken kann.
Schlangenschuppen bestehen aus Keratin, dem Material, das beim Menschen beispielsweise die Haare und Fingernägel bildet. Sie sind kühl und trocken.

### Oberfläche und Form
Schlangenschuppen existieren in sehr unterschiedlichen Formen und Größen. Sie können rau sein oder eine glatte Oberfläche haben, viele haben längs verlaufende Kiele oder Wellen auf der Oberfläche. Häufig besitzen Schlangenschuppen Gruben, Tuberkel und andere Feinstrukturen, die entweder mit dem bloßen Auge oder erst mikroskopisch sichtbar sind. Sie können in ihrer Form modifiziert sein und verschiedene Formen annehmen, etwa augenbrauenartig wie dies bei der Usambara-Buschviper (Atheris ceratophora) der Fall ist, oder sie bilden Schwanzrasseln wie bei den amerikanischen Klapperschlangen.
Verschiedene ursprüngliche Schlangen wie die Riesenschlangen (Boidae) sowie eine Reihe von sehr abgeleiteten Gruppen wie die Vipern (Viperidae) besitzen ungleichmäßig verteilte, kleine Kopfschuppen, andere Gruppen wie die Nattern (Colubridae) und Giftnattern (Elapidae) haben dagegen große, symmetrisch angeordnete Schuppen auf dem Kopf, die als Schilde bezeichnet werden.

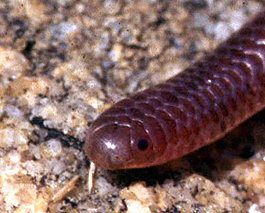
Cycloide Schuppen bei Leptotyphlops humilis.

Schlangenschuppen kommen in unterschiedlichen Formen vor, etwa:
- rund (cycloid) wie bei Blindschlangen (Typhlopidae)
- lang und mit zugespitzten Enden wie bei der Nasen-Peitschennatter (Ahaetulla nasuta)
- breit und blattartig wie bei den Asiatischen Grubenottern (Trimeresurus spp.)
- quadratisch mit annähernd gleicher Länge und Breite wie bei der Gebänderten Rattennatter (Ptyas mucosa).
- mehr oder weniger stark gekielt wie bei der Gestreiften Wassernatter (Amphiesma stolatum) oder den Sandrasselottern (Echis).
- mit zweizähnigen Spitzen
- dornartig nebeneinanderliegend wie bei den Plump-Seeschlangen (Lapemis).
- große, nicht überlappende Knoten wie bei Xenodermis javanicus.

Ein weiteres Beispiel für die Modifikation von Schlangenschuppen ist die transparente Schuppe, die das Auge der Schlange bedeckt und als Brille bezeichnet wird. Diese Brille wird häufig als zusammengewachsenes Augenlid betrachtet. Wie die anderen Schuppen wird sie bei der Häutung erneuert.

### Schwanzrassel

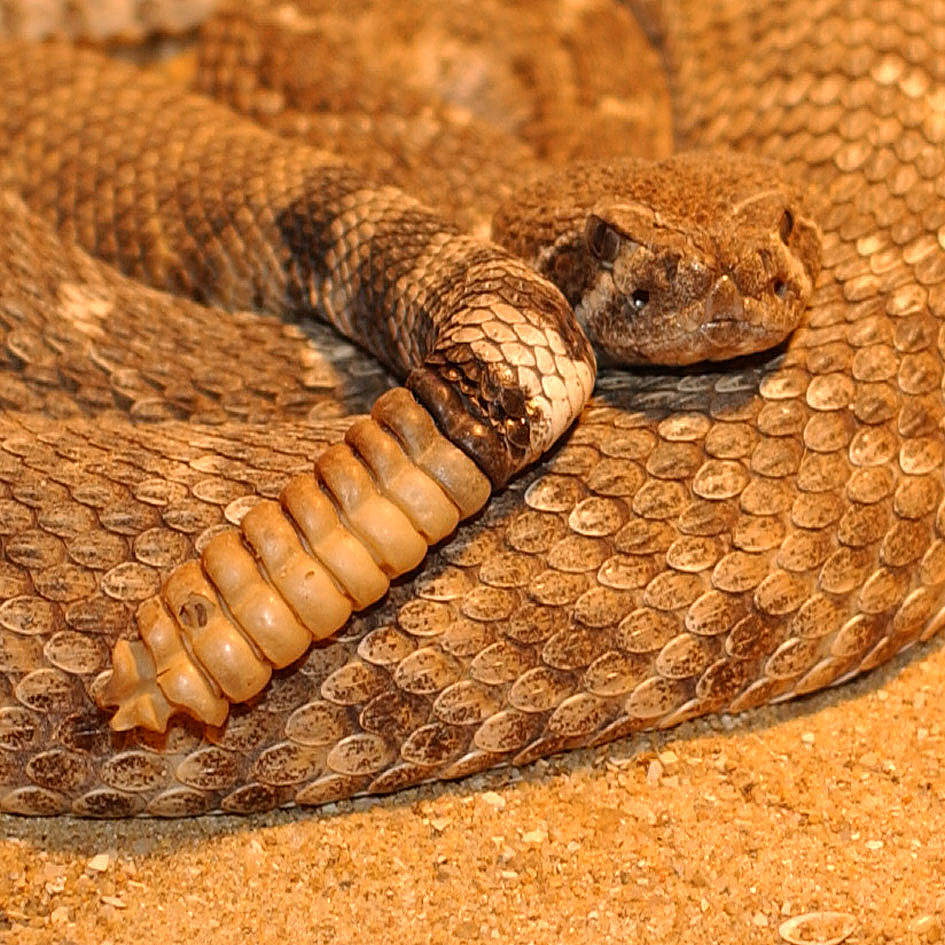
Modifizierte Schwanzschuppen bilden die Schwanzrassel der Texas-Klapperschlange (Crotalus atrox)

Die stärkste Abwandlung der Schlangenschuppe ist die Schwanzrassel der Klapperschlangen. Diese Schwanzrassel besteht aus einer Reihe locker verbundener, ineinander verhakter Kammern. Wenn die Rassel geschüttelt wird, vibrieren die Kammern gegeneinander und erzeugen so das Warnsignal der Klapperschlange. Nur die Basis-Kammer ist fest mit dem Schwanz verbunden.
Eine neugeborene Klapperschlange hat nur eine kleine Kammer oder „Basalrassel“, die mit der Schwanzspitze fest verbunden ist. Das erste Segment wird bei der ersten Häutung ergänzt. Bei jeder weiteren Häutung wird eine weitere Kammer ergänzt, bis eine Rassel entsteht. Die Rassel wächst also mit zunehmendem Alter der Schlange, aber die Segmente brechen auch leicht ab; die Länge der Rassel ist also kein zuverlässiges Maß für das Alter der Schlange.

### Farbe
Schuppen bestehen überwiegend aus festen Beta-Keratinen, die grundsätzlich durchsichtig sind. Mit Ausnahme von Blau und Grün entstehen die Farben der Schuppen durch Pigmente in den inneren Lagen der unter den Schuppen liegenden Haut, nicht durch das Schuppenmaterial selbst. Blau entsteht als Strukturfarbe durch den Bau der Schuppen. Diese Schuppen beugen Licht und erscheinen daher blau. Wenn dieses Blau mit einer Gelbfärbung der darunterliegenden Hautschicht verbunden ist, ist das Ergebnis ein leuchtendes Grün.
Einige Schlangenarten können die Farbe ihrer Schuppen langsam verändern. Häufig werden Schlangen zum Beispiel im Laufe der Jahreszeiten heller oder dunkler. In einigen Fällen kann dieser Farbwechsel aber auch zwischen Tag und Nacht erfolgen.

## Häutung

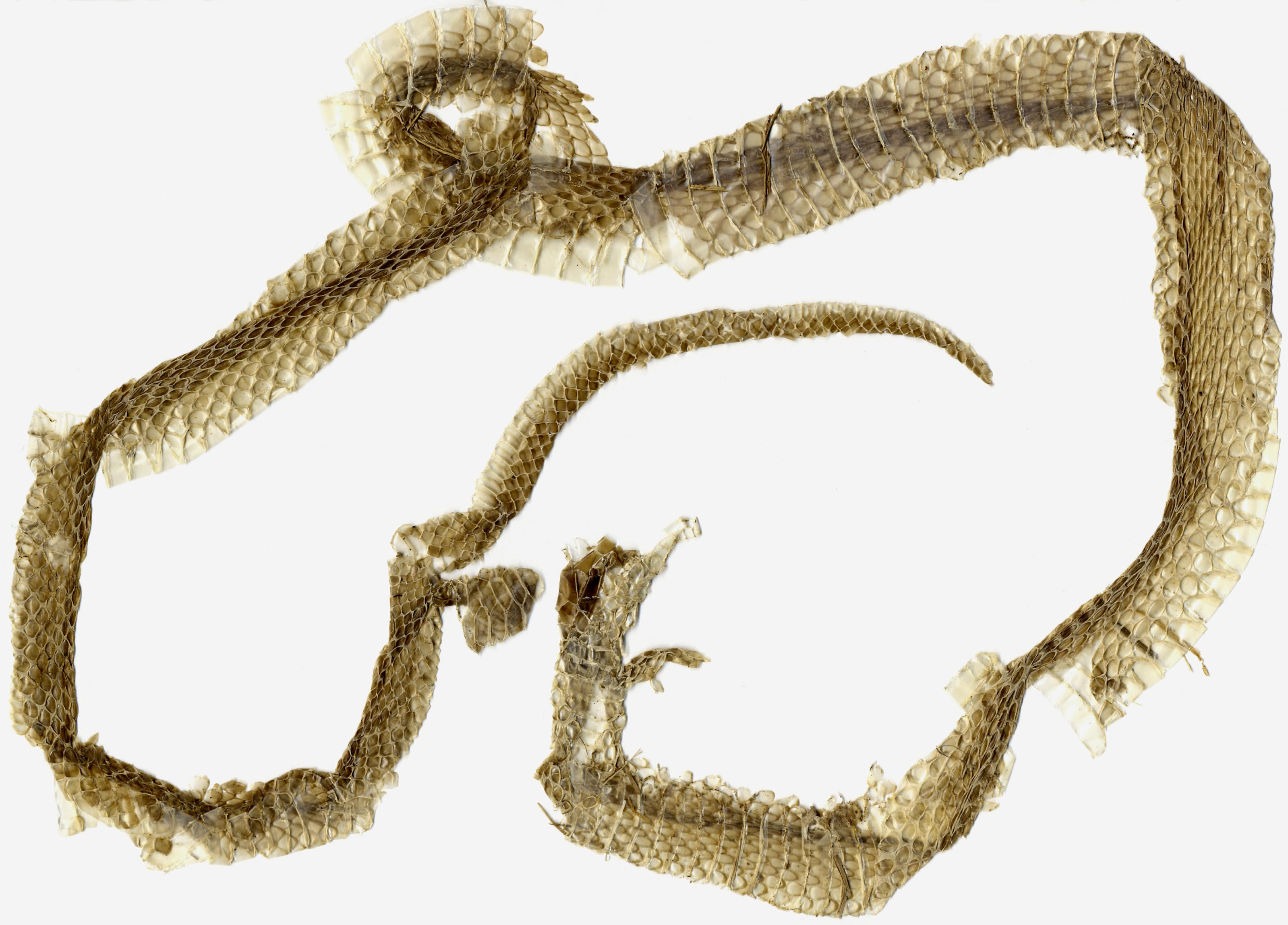
„Natternhemd“ einer Ringelnatter (Natrix natrix), Länge über 100 cm

Die Abstoßung der Schuppen wird als Ecdysis oder Häutung bezeichnet. Bei Schlangen wird die äußere Hautschicht vollständig abgestoßen. Schlangenschuppen stehen nicht einzeln, sondern sind Ausbildungen der Haut. Sie werden daher auch nicht einzeln gehäutet, sondern bei jeder Häutung als zusammenhängende, äußere Hautschicht abgestoßen, ähnlich einem von innen nach außen gedrehten Strumpf.
Die Häutung dient mehreren Zwecken: Zum ersten wird die alte und abgenutzte Haut ersetzt, zum zweiten werden Ektoparasiten wie Zecken oder Milben entfernt, und zum dritten ist die Häutung auch eine Voraussetzung für ein weiteres Wachstum.

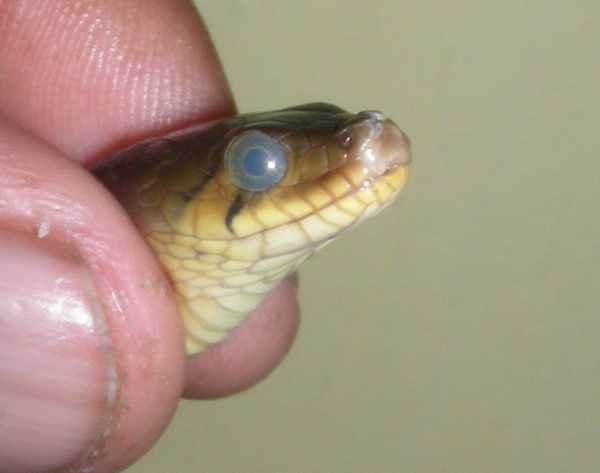
Die Eintrübung der Brille dieser Gewöhnlichen Fischnatter aus dem indischen Westbengalen zeigt die nahe Häutung an

Die Häutung findet im Leben einer Schlange in regelmäßigen Abständen statt. Vor einer Häutung stellt die Schlange die Nahrungsaufnahme ein und sucht oft einen sicheren Unterschlupf auf. Kurz vor der Häutung wird die Haut trübe und trocken, und auch die das Auge bedeckende Schuppe (Brille) wird weißlich oder bläulich trübe. Die innere Oberfläche der alten Hautschicht verflüssigt sich, so dass sich die alte Haut von der neuen abtrennt. Nach einigen Tagen werden die Augen wieder klar. Die alte Haut bricht am Maul auf und die Schlange windet sich aus der alten Haut heraus, oft reibt sie sich dazu an rauen Oberflächen. Häufig pellt sich die alte Haut in einem Stück vom Kopf bis Schwanz ab, wie ein alter Strumpf. Dabei kommt die darunter neu gebildete, größere und hellere Haut zum Vorschein. Die abgeworfene Schlangenhaut oder Exuvie wird auch als „Natternhemd“ bezeichnet.
Eine ältere Schlange häutet sich meist nur ein- oder zweimal im Jahr; eine schnell wachsende junge Schlange jedoch bis zu viermal im Jahr. Die abgestoßene Haut liefert ein perfektes Abbild der Beschuppung und kann bei guter Erhaltung zur Artbestimmung benutzt werden.

## Anordnung der Schuppen
Außer am Kopf überlappen die Schuppen wie die Dachziegel eines Daches. Schlangen haben Schuppenreihen über die gesamte Körperlänge. Insbesondere am Kopf, aber auch an anderen Körperstellen gibt es außerdem viele spezialisierte Schuppen, die einzeln oder paarweise vorhanden sind.
Die dorsalen oder Rückenschuppen sind in Reihen über die gesamte Körperlänge angeordnet. Benachbarte Reihen sind diagonal gegeneinander versetzt. Die Zahl der Schuppenreihen ist in der Körpermitte am größten und verringert sich nach vorn und hinten. Bei einigen aquatischen und marinen Arten sind die Schuppen rundlich. Bei diesen Arten können die Reihen daher nicht gezählt werden.

## Schuppenbezeichnungen
Die verschiedenen Schuppen des Kopfes und des Körpers der Schlange sind im Folgenden anhand von Fotografien der Gestreiften Wassernatter (Amphiesma stolata), einer in Südasien verbreiteten Schlange, dargestellt.

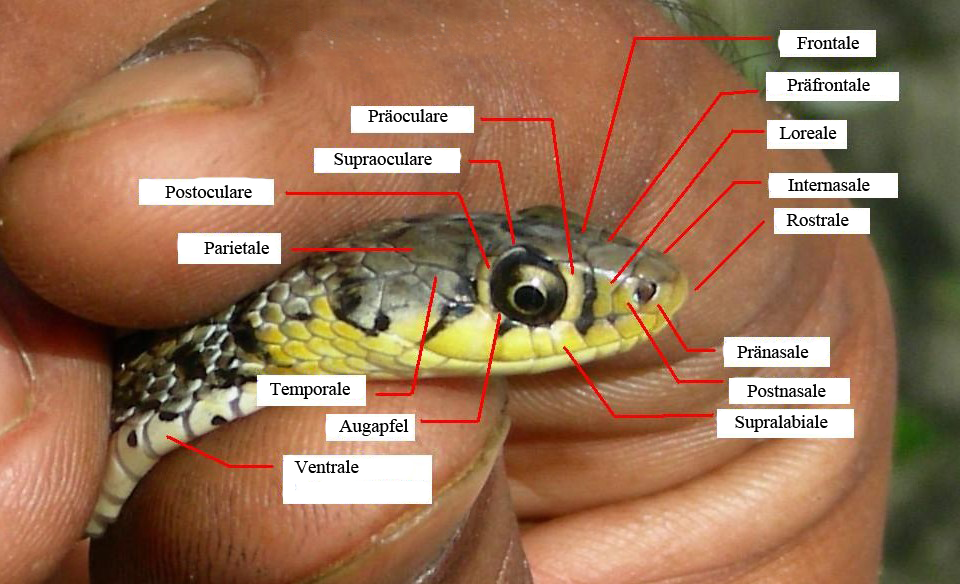
Schuppenbezeichnungen (Seitenansicht des Kopfes)

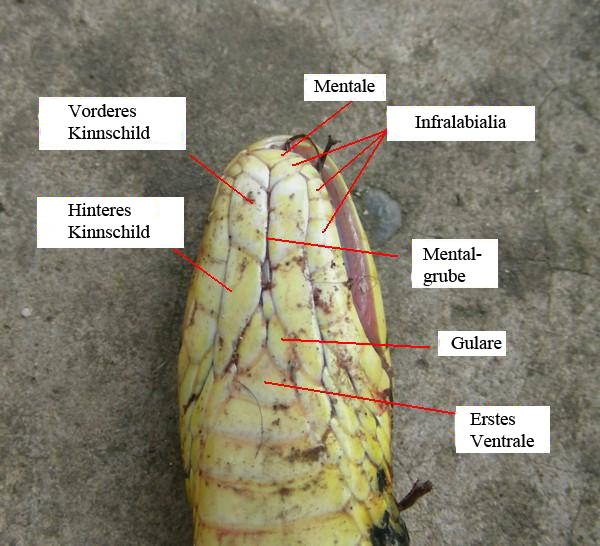
Schuppenbezeichnungen (Kopfunterseite)

### Kopfschilde
Die Benennung der Kopfschilde beginnt im Regelfall mit dem Bezug auf die Nasenlöcher, die bei der Schlange leicht zu identifizieren sind. Es gibt zwei Schilde, die die Nasenlöcher beinhalten, die entsprechend als Scuta nasalia oder einfach nur als Nasalia bezeichnet werden. Das äußere Nasale (zur Schnauzenspitze hin) ist dabei das Praenasale, das innere (zum Auge) das Postnasale. Die Schuppen auf der Oberseite der Schnauze, die die Nasalia berühren, nennt man Internasalia.
Zwischen den beiden Praenasalia befindet sich ein einzelner Schild an der Schnauzenspitze, der Scutum rostrale oder einfach Rostrale genannt wird.
Die Schuppen um die Augen werden als Circumorbitalia oder Scuta ocularia bezeichnet. Eine Besonderheit stellt hier die transparente Schuppe dar, die das Auge bedeckt und die als Okularschuppe oder Brille bezeichnet wird. Die Circumorbitalia vor dem Auge (von der Schnauzenspitze aus) heißen Praeocularia, die hinter dem Auge liegenden heißen Postocularia. Oberhalb der Augen liegen die Supraocularia, die bei vielen Schlangen aus einer einzelnen Platte bestehen und zu Strukturen wie Hörnern oder ähnlichem ausgebildet sein können (beispielsweise bei den Afrikanischen Hornvipern (Cerastes)). Die Schuppen am unteren Rand der Augen werden als Subocularia bezeichnet.
Zwischen den Praeocularia und den Postnasalia können sich die Zügelschilde (Lorealia) befinden. Die Schuppen, die die Ober- und Unterlippen bilden, sind die Labialia, wobei die Oberlippenschuppen als Supralabialia und die Unterlippenschuppen als Sublabialia oder Infralabialia bezeichnet werden.
Auf der Kopfoberseite zwischen den Augen und an die Supralabialia angrenzend befinden sich die Frontalia, davor liegen die Praefrontalia bis zur Schnauzenspitze und den Internasalia, mit denen sie in Kontakt stehen. Auf dem Hinterkopf hinter den Augen und im Anschluss an die Frontalia schließen sich die Parietalia an, darunter liegen die Temporalia.
Auf der Unterseite des Kopfes besitzt die Schlange eine vordere Schuppe, die als Scutum mentale oder Mentale bezeichnet wird und der Rostrale gegenübersteht. An diese schließen sich die Sub- oder Infralabialia an. Unterhalb des Kopfes liegt ein Paar vorderer und dahinter ein Paar hinterer Kinnschilde. Zwischen den hinteren Kinnschilden im Bereich der Kehle liegen die Gularia, dahinter beginnen die Bauchschuppen oder Ventralia. Die Mentalgrube ist eine Grube unterhalb des Kopfes, die zentral zwischen den Kinnschilden und den Gularia liegt.

### Körperschuppen
Die Schuppen, die den Körper bedecken, werden als Dorsalia oder Costalia bezeichnet. Manchmal befindet sich eine Reihe vergrößerter Schuppen auf der Rückenmitte entlang der Wirbelsäule, die dann als Vertebralia bezeichnet werden. Die vergrößerten Schuppen der Bauchseite sind die Ventralia oder Gastrostegen.
Bei vielen abgeleiteten Schlangen (Caenophidia) sind die Ventralia mit den Wirbelkörpern der Wirbelsäule verbunden, wodurch die Anzahl der Wirbel ohne Vivisektion durch Abzählen der Schilde bestimmt werden kann.

### Schwanzschuppen

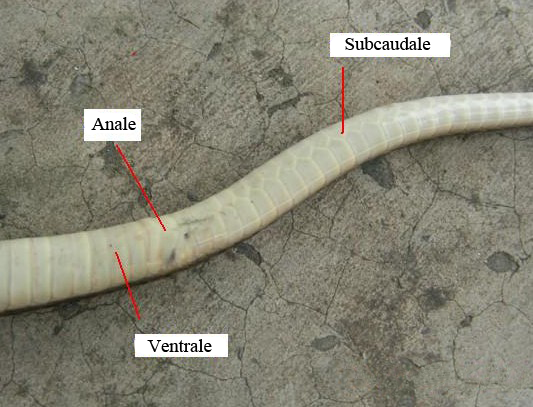
Schuppenbezeichnungen (Unterseite des Körpers)

Am Ende der Ventralia schließt sich eine häufig geteilte Analplatte (Scutum anale) an, die die Kloake umgibt. Der Körperabschnitt hinter dieser Anale wird bei der Schlange als Schwanz bezeichnet.
Häufig haben Schlangen auf der Schwanzunterseite vergrößerte Schilde, die einfach oder paarig ausgebildet sein können. Dabei handelt es sich um die Subcaudalia oder Urostegen. Sie können glatt oder gekielt sein. Das Ende des Schwanzes läuft im Regelfall zu einer einfachen Schwanzspitze aus, wie dies bei den meisten Schlangen der Fall ist. Es kann jedoch auch einen Dorn wie bei den australischen Todesottern (Acanthophis) oder einen knöchernen Sporn wie beim Buschmeister (Lachesis muta) bilden. Bei den Klapperschlangen bildet es die bereits behandelte Schwanzrassel und bei den Seeschlangen einen abgeflachten Ruderschwanz.

## Terminologie der Schuppen
| f ag in l la la′ m n p | Frontale Vordere Kinnschilde Internasale Loreale Supralabialia Sublabialia Mentale Nasalia Parietalia | pf pg pro pso pto r so t v | Präfrontalia Hintere Kinnschilde Präoculare Präsuboculare Postocularia Rostrale Supraoculare Vordere und hintere Temporalia Erstes Ventrale |

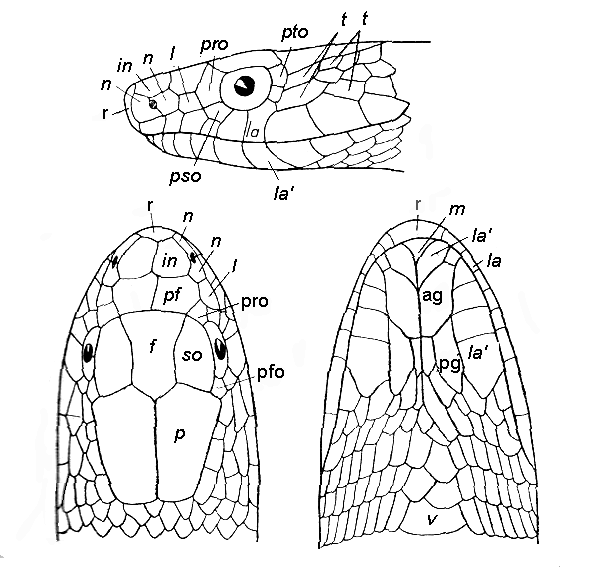
Terminologie der Kopfschuppen am Beispiel der Gefleckten Zornnatter (Platyceps ventromaculatus)
----
Legende
----

Die Terminologie insbesondere der Kopfschuppen kann art- und gruppenspezifisch stark variieren. Dies ist vor allem auf die in den verschiedenen Taxa unterschiedlich ausgeprägte Kopfbeschilderung zurückzuführen. Diese Liste enthält die gebräuchlichsten Benennungen:
- Kopfschuppen
  - Rostrale
  - Nasorostrale
  - Nasale
    - Praenasale
    - Postnasale
    - Supranasale
    - Frontonasale

  - Internasale
  - Brille
  - Circumorbitale
    - Praeoculare
    - Postoculare
    - Supraoculare
    - Suboculare

  - Loreale
  - Interorbitale
  - Frontale
  - Praefrontale
  - Parietale
  - Occipitale
  - Interoccipitale
  - Temporale
  - Labiale
    - Supralabiale
    - Sublabiale

  - Mentale
  - Kinnschild
    - Vorderes Kinnschild
    - Hinteres Kinnschild
    - Intergeneiale

  - Gulare
- Rumpfschuppen
  - Dorsale
  - Vertebrale
  - Ventrale, Gastrostege
- Schwanzschuppen
  - Anale
  - Subcaudale, Urostege

- Weitere gebräuchliche Fachbegriffe
  - Canthus rostralis, abgekürzt auch als Canthus
  - Mentalgrube

## Bedeutung für die Taxonomie
Schuppenmerkmale spielen keine wesentliche Rolle bei der Unterscheidung der Familien, sehr wohl jedoch bei der Unterscheidung auf dem Niveau von Gattungen und Arten. Daher gibt es eine spezifische Nomenklatur für die Schuppen der Schlangen. Struktur und Oberfläche der Schuppen, ihre Anordnung und Farbe sowie die Teilung der Analschuppen (Anale) sind in Kombination mit anderen morphologischen Charakteristika die wesentlichen Merkmale, um Schlangen auf Artniveau systematisch einzuordnen.
In bestimmten Regionen Nordamerikas mit einer relativ geringen Anzahl von Arten sind leicht verständliche Bestimmungsschlüssel auf der Basis einer einfachen Identifikation von Schuppen entwickelt worden, die auch Laien eine Unterscheidung giftiger von ungiftigen Arten ermöglichen sollen. In anderen Regionen mit einer hohen Diversität von Schlangen, wie zum Beispiel in Burma, ist eine solche Unterscheidung jedoch nicht ohne eine sorgfältige Untersuchung der jeweiligen Schlange möglich.
Zur Untersuchung von Schuppenmerkmalen muss eine Schlange gefangen und Kopf und Körper in der Hand sehr sorgfältig betrachtet werden. Die heute verfügbaren hochauflösenden Digitalkameras ermöglichen jedoch bei den richtigen Aufnahmeperspektiven die genaue Untersuchung der Beschuppung und damit häufig die Bestimmung ohne Fang.
Die Beschuppung kann bei Feldstudien auch für die individuelle Identifizierung genutzt werden. Die Kürzung bestimmter Schuppen wird häufig für die Markierung von Individuen benutzt, um im Rahmen von Fang-Wiederfang-Experimenten die Größe einer Population abzuschätzen.

## Kulturelle Bedeutung
Schlangen sind weltweit ein Motiv in der menschlichen Kultur und Religion und faszinierendes und abschreckendes Objekt. Die lebhafte Zeichnung der Schuppen, wie zum Beispiel bei der Gabunviper, fasziniert den menschlichen Geist und schreckt ihn gleichzeitig ab. Solche Zeichnungen haben seit prähistorischer Zeit Furcht oder Verehrung inspiriert, wie man an der Kunst aus jener Zeit erkennen kann. Studien zur Auslösung von Furcht und psychischer Erregung durch Bilder legen nahe, dass die Beschuppung eine wesentliche Komponente unseres Bildes von Schlangen darstellt. Schlangenschuppen scheinen auch die islamische Kunst beeinflusst zu haben, denn bestimmte Mosaikoberflächen zeigen große Ähnlichkeit mit Schuppenzeichnungen von Schlangen.
Schlangenhaut hat durch ihre häufig sehr regelmäßigen Kreuz- oder Netzzeichnungen einen ästhetischen Wert und wurde daher zur Herstellung vieler Artikel aus Leder verwendet, auch zur Herstellung von modischem Zubehör. Die Nutzung von Schlangenhäuten hat jedoch zur Gefährdung vieler Schlangenpopulationen geführt. Dies hatte internationale Beschränkungen des Handels mit bestimmten Arten oder Populationen zur Folge (Washingtoner Artenschutzübereinkommen). In vielen Ländern werben heute Tierschützer für die Verwendung künstlicher Schlangenhaut aus bedrucktem Leder, gemusterten künstlichen Geweben, Kunststoffen oder anderen Materialien.

## Zitierte Belege
1. ↑  The Centre for Reptile and Amphibian Conservation and Management, Indiana: The Snakes of Indiana. online (Memento vom 19. April 2012 im Internet Archive). Aufgerufen am 19. Juli 2008.
2. ↑  Peter H. Hartline: Physiological Basis for Detection of Sound and Vibration in Snakes. In: Journal of Experimental Biology. 54, 1971, S. 349–371 (Abstract).
3. ↑  Harry W. Greene: Snakes - The Evolution of Mystery in Nature. University of California Press, Berkeley 1997, ISBN 0-520-20014-4, S. 22.
4. 1 2 3  Chris Mattison: Rattler! A natural history of Rattlesnakes. Blandford, London 1996, ISBN 0-7137-2534-6, S. 23–27.
5. ↑  North Carolina State Wildlife Damage Notes - Snakes (Memento vom 15. Januar 2015 im Internet Archive), North Carolina State University. Aufgerufen am 19. Juli 2008.
6. ↑  Pennsylvania State University - Wildlife Damage Control 15 (Memento des Originals vom 16. Januar 2009 im Internet Archive)  Info: Der Archivlink wurde automatisch eingesetzt und noch nicht geprüft. Bitte prüfe Original- und Archivlink gemäß Anleitung und entferne dann diesen Hinweis. (PDF; 196 kB)
7. ↑  A. E. Leviton, G. O. U. Wogan u. a.: The Dangerously Venomous Snakes of Myanmar, Illustrated Checklist with Keys. In: Proceedings of the California Academy of Sciences. 54 (24), 2003, S. 407–462.
8. 1 2 3  Eckart Voland, Karl Grammer: Evolutionary Aesthetics. Springer Verlag, 2003, ISBN 3-540-43670-7, S. 108–116.
9. ↑   The Endangered Species Handbook - Trade (chapter) Reptile Trade - Snakes and Lizards (section) (Memento vom 6. März 2006 im Internet Archive). Aufgerufen am 19. Juli 2008.